# Drochowo
Drochowo – wieś sołecka w Polsce położona w województwie mazowieckim, w powiecie płońskim, w gminie Naruszewo.
W skład sołectwa Drochowo wchodzi także wieś Wola-Krysk.
W latach 1975–1998 miejscowość administracyjnie należała do województwa ciechanowskiego.